# Емільяно Вівіано
Емілья́но Вівіа́но (італ. Emiliano Viviano, нар. 1 грудня 1985, Ф'єзоле) — італійський футболіст, воротар турецького клубу «Фатіх Карагюмрюк».
Виступав, зокрема, за клуби «Брешія» та «Сампдорія», а також національну збірну Італії.
Володар Кубка Англії з футболу. 

## Клубна кар'єра
Вихованець юнацьких команд футбольних клубів «Фіорентина» та «Брешія».
У дорослому футболі дебютував 2004 року виступами на умовах оренди за команду клубу «Чезена», в якій провів один сезон, взявши участь у 13 матчах чемпіонату. 
До клубу «Брешія» повернувся 2005 року, швидко ставши гравцем його основної команди. Відіграв за клуб з Брешії наступні чотири сезони своєї ігрової кар'єри. Більшість часу, проведеного у складі «Брешії», був основним голкіпером команди. Відзначався досить високою надійністю, пропускаючи в іграх чемпіонату в середньому менше одного голу за матч.
2009 року уклав контракт з клубом «Болонья», у складі якого провів наступні два роки своєї кар'єри гравця. Граючи у складі «Болоньї» також здебільшого був основним голкіпером команди.
До складу «Інтернаціонале» приєднався 2011 року. У новому клубі є став дублером основного голкіпера, досвідченого бразильця Жуліо Сезара, тому на поле жодного разу так і не вийшов, через що на початку 2012 року перейшов у «Палермо».
Влітку 2012 року на правах оренди до кінця сезону перейшов у «Фіорентину», а після завершення терміну оренди знову був орендований, цього разу лондонським «Арсеналом», за який, утім, протягом проведеного у Лондоні сезону жодного разу в офіційних іграх на поле не виходив.
12 серпня 2014 року приєднався на умовах оренди до «Сампдорії», яка згодом викупила його контракт. Протягом наступних чотирьох років був здебільшого основним воротарем цієї команди. 
22 червня 2018 року уклав контракт з лісабонським «Спортінгом», який шукав заміну Рую Патрісіу і сплатив за італійського воротаря 2 мільйони євро. За клуб так і не дебютував.
Протягом 2018—2019 років захищав кольори клубу СПАЛ на правах оренди.
До складу клубу «Фатіх Карагюмрюк» приєднався 2020 року. Станом на 26 грудня 2020 року відіграв за команду з Фатіха 32 матчі в національному чемпіонаті.

## Виступи за збірні
2001 року дебютував у складі юнацької збірної Італії, взяв участь у 14 іграх на юнацькому рівні, пропустивши 9 голів.
Протягом 2004–2007 років залучався до складу молодіжної збірної Італії. На молодіжному рівні зіграв у 15 офіційних матчах, пропустив 19 голів.
2008 року  захищав кольори олімпійської збірної Італії. У складі цієї команди провів 6 матчів, пропустив 3 голи. У складі збірної був учасником  футбольного турніру на Олімпійських іграх 2008 року у Пекіні.
2010 року дебютував в офіційних матчах у складі національної збірної Італії. Всього провів у формі головної команди країни 6 матчів, пропустивши 3 голи.

## Статистика виступів

### Статистика клубних виступів
| Сезон                 | Команда               | Чемпіонат             | Чемпіонат | Чемпіонат | Національний кубок | Національний кубок | Національний кубок | Континентальні кубки | Континентальні кубки | Континентальні кубки | Інші змагання | Інші змагання | Інші змагання | Усього | Усього |
| Сезон                 | Команда               | Ліга                  | Ігор      | Голів     | Ліга               | Ігор               | Голів              | Ліга                 | Ігор                 | Голів                | Ліга          | Ігор          | Голів         | Ігор   | Голів  |
| --------------------- | --------------------- | --------------------- | --------- | --------- | ------------------ | ------------------ | ------------------ | -------------------- | -------------------- | -------------------- | ------------- | ------------- | ------------- | ------ | ------ |
| 2004–05               | «Чезена»              | B                     | 13        | -18       | КІ                 | 0                  | -0                 | -                    | -                    | -                    | -             | -             | -             | 13     | -18    |
| 2005–06               | «Брешія»              | B                     | 14        | -17       | КІ                 | 0                  | -0                 | -                    | -                    | -                    | -             | -             | -             | 14     | -17    |
| 2006–07               | «Брешія»              | B                     | 40        | -41       | КІ                 | 5                  | -8                 | -                    | -                    | -                    | -             | -             | -             | 45     | -49    |
| 2007–08               | «Брешія»              | B                     | 33+2      | -31       | КІ                 | 1                  | -2                 | -                    | -                    | -                    | -             | -             | -             | 36     | -33    |
| 2008–09               | «Брешія»              | B                     | 33+4      | -31       | КІ                 | 1                  | -2                 | -                    | -                    | -                    | -             | -             | -             | 38     | -33    |
| Усього за «Брешію»    | Усього за «Брешію»    | Усього за «Брешію»    | 126       | -120      |                    | 7                  | -12                |                      |                      |                      |               |               |               | 133    | -132   |
| 2009–10               | «Болонья»             | A                     | 34        | -45       | КІ                 | 1                  | -0                 | -                    | -                    | -                    | -             | -             | -             | 35     | -45    |
| 2010–11               | «Болонья»             | A                     | 38        | -44       | КІ                 | 0                  | -0                 | -                    | -                    | -                    | -             | -             | -             | 38     | -44    |
| Усього за «Болонью»   | Усього за «Болонью»   | Усього за «Болонью»   | 72        | -89       |                    | 1                  | -0                 |                      |                      |                      |               |               |               | 73     | -89    |
| 2011–січ. 2012        | «Інтернаціонале»      | A                     | 0         | -0        | КІ                 | 0                  | -0                 | ЛЧ                   | 0                    | -0                   | СІ            | 0             | -0            | 0      | -0     |
| січ.-черв. 2012       | «Палермо»             | A                     | 20        | -36       | КІ                 | 0                  | -0                 | ЛЄ                   | 0                    | -0                   | -             | -             | -             | 20     | -36    |
| 2012–13               | «Фіорентина»          | A                     | 32        | -34       | КІ                 | 0                  | -0                 | -                    | -                    | -                    | -             | -             | -             | 32     | -34    |
| 2013–14               | «Арсенал»             | ПЛ                    | 0         | -0        | КА+КЛ              | 0                  | -0                 | ЛЧ                   | 0                    | -0                   | -             | -             | -             | 0      | -0     |
| 2014–15               | «Сампдорія»           | A                     | 29        | -30       | КІ                 | 1                  | -0                 | -                    | -                    | -                    | -             | -             | -             | 30     | -30    |
| 2015–16               | «Сампдорія»           | A                     | 37        | -56       | КІ                 | 1                  | -2                 | ЛЄ                   | 2                    | -4                   | -             | -             | -             | 40     | -62    |
| 2016–17               | «Сампдорія»           | A                     | 17        | -20       | КІ                 | 1                  | -0                 | -                    | -                    | -                    | -             | -             | -             | 18     | -20    |
| 2017–18               | «Сампдорія»           | A                     | 27        | -43       | КІ                 | 0                  | -0                 | -                    | -                    | -                    | -             | -             | -             | 27     | -43    |
| Усього за «Сампдорію» | Усього за «Сампдорію» | Усього за «Сампдорію» | 110       | -149      |                    | 3                  | -2                 |                      | 2                    | -4                   |               | -             | -             | 115    | -155   |
| 2018—січень 2019      | «Спортінг»            | ПЛ                    | 0         | 0         | КП+КЛ              | 0                  | 0                  | ЛЄ                   | 0                    | 0                    | -             | -             | -             | 0      | 0      |
| січень—червень 2019   | СПАЛ                  | A                     | 17        | -25       | КІ                 | 0                  | 0                  | -                    | -                    | -                    | -             | -             | -             | 17     | -25    |
| липень—вересень 2019  | «Спортінг»            | ПЛ                    | 0         | 0         | КП+КЛ              | 0                  | 0                  | ЛЄ                   | 0                    | 0                    | СКТ           | 0             | 0             | 0      | 0      |
| 2020–21               | «Фатіх Карагюмрюк»    | СЛ                    | 32        | -43       | CT                 | 0                  | 0                  | -                    | -                    | -                    | -             | -             | -             | 32     | -43    |
| Усього за кар'єру     | Усього за кар'єру     | Усього за кар'єру     | 427       | -537      |                    | 11                 | -14                |                      | 2                    | -4                   |               | -             | -             | 440    | -555   |

### Статистика виступів за збірну
| Дата       | Місто      | Господарі         | Результат | Гості             | Турнір            | Голи | Примітки |
| ---------- | ---------- | ----------------- | --------- | ----------------- | ----------------- | ---- | -------- |
| 07/09/2010 | Флоренція  | Італія            | 5 – 0     | Фарерські острови | Відбір до ЧЄ 2012 | -    |          |
| 08/10/2010 | Белфаст    | Північна Ірландія | 0 – 0     | Італія            | Відбір до ЧЄ 2012 | -    |          |
| 12/10/2010 | Генуя      | Італія            | 3 – 0     | Сербія            | Відбір до ЧЄ 2012 | -    |          |
| 17/11/2010 | Клагенфурт | Румунія           | 1 – 1     | Італія            | товариський матч  | -1   |          |
| 29/03/2011 | Київ       | Україна           | 0 – 2     | Італія            | товариський матч  | -    |          |
| 07/06/2011 | Льєж       | Італія            | 0 – 2     | Ірландія          | товариський матч  | -2   |          |
| Усього     |            | Матчів            | 6         |                   | Голів             | -3   |          |